# Sibelius Glacier
Sibelius Glacier är en glaciär i Antarktis. Den ligger i Västantarktis. Argentina, Chile och Storbritannien gör anspråk på området. Sibelius Glacier ligger 560 meter över havet.
Terrängen runt Sibelius Glacier är varierad. Trakten är obefolkad. Det finns inga samhällen i närheten.